# 강변로 (동두천시)
강변로(Gangbyeon-ro)는 경기도 동두천시 송내동 송내삼거리와 동두천시 소요동을 잇는 경기도의 도로이다.

## 주요 경유지
경기도
- 동두천시 (송내동 . 생연동 . 보산동 . 소요동)

## 노선
| 이름                   | 접속 노선             | 소재지   | 소재지 | 비고 |
| ---------------------- | --------------------- | -------- | ------ | ---- |
| 송내삼거리             | 국도 제3호선 (평화로) | 동두천시 | 송내동 |      |
| 송내주공1단지앞 교차로 | 선하로 이담로         | 동두천시 | 송내동 |      |
| 사동 교차로            | 삼육사로              | 동두천시 | 생연동 |      |
| 신천교사거리           | 어수로                | 동두천시 | 생연동 |      |
| 강변삼거리             | 정장로                | 동두천시 | 생연동 |      |
| 동광교사거리           | 동광로                | 동두천시 | 생연동 |      |
| 상패교사거리           | 상패로                | 동두천시 | 보산동 |      |
| 원터교                 |                       | 동두천시 | 보산동 |      |
| 동막교                 |                       | 동두천시 | 소요동 |      |
| 하봉암로와 직결        |                       |          |        |      |

## 주요 건물 및 시설
- SK에너지 동두천LPG충전소 (강변로 36/송내동 473-4)
- S-OIL 하이웨이주유소 (강변로 74/송내동 513)
- SK에너지 후암직영 만땅주유소 (강변로 290/지행동 661-1)